# Manuel Cruells i Pifarré
Manuel Cruells i Pifarré (Barcelona, 2 de juliol de 1910 - barri d'Horta, 10 de juliol de 1988) -pseudònim Antoni Closas en El primogènit Carles, Príncep de Viana (1934) i com a activista polític clandestí el seu nom de guerra va ser Pedro de la Mola Cruz. Cruells va ser un humanista, historiador, activista polític, periodista i escriptor català, que va conrear també la traducció, el conte, la novel·la i les memòries, però sobretot la crònica periodística i els articles d'opinió a la premsa. Morí el dia 10 de juliol de 1988 a barri d'Horta,l on va viure els últims 38 anys de la seva vida. La seva salut, castigada per la Guerra Civil, la clandestinitat i la presó, el mantenia reclòs en aquesta barriada, mentre preparava unes memòries sobre el franquisme. Aquest llibre va quedar estroncat i es va conèixer com "Projecte pòstum d'un rebel" a la premsa. Anys més tard, el dia 12 de juliol, els veïns del barri li varen retre un homenatge.

## Orígens
Cruells va ser descendent de dues nissagues catalanes d'alt renom: de l'alta burgesia, els Cruells de Barcelona i els Pifarré, d'alta noblesa. Va ser el segon fill de Clotilde Pifarré, comtessa de Bureaux, nascuda al castell de Cardedeu, de Cal Pifarré -actualment Cal Sumalla de Borges Blanques, de Lleida i de Manuel Cruells, burgès de Barcelona que els va abandonar quan eren molt petits. El seu germà gran, Ignasi, va marxar a Mèxic. La tercera es deia Apol·lonia i el petit Jordi, que tenia una botiga de pintures a la Rambla de Barcelona.
Tot i haver nascut a Barcelona, va passar bona part de la seva infantesa a Borges Blanques (Les Garrigues) segons explica Robert Surroca i Tallaferro -company del Front Nacional Català durant els anys 50- al llibre La Catalunya resistent (p. 77-79).
L'any 1921 va ingressar a l'orde dels frares Caputxins d'Igualada, però el 1930 va deixar de ser seminarista.
Entre el 1931 i 1936 va cursar Filosofia i Lletres a la Universitat de Barcelona, estudis d'humanitats, de filosofia i història medieval on va coincidir amb Martí de Riquer.
L'any 1934 va ajudar a catalogar l'Arxiu de Poblet amb Manuel de Montoliu i Tagores. Posteriorment -1936-, en el Primer Congrés Jurídic Català, va publicar el Catàleg de l'Exposició de documents jurídics de l'Arxiu de Poblet, amb Siegfried Bosch a iniciativa d'Eduard Todó, que ell mateix anomena patrici restaurador del Monestir.
Durant aquells anys universitaris, va ingressar al BEN (Bloc Escolar Nacionalista) i a la FNEC (Federació Nacional d'Estudiants de Catalunya) i va col·laborar en la Revista d'Estudis Universitaris Catalans i al diari "La Publicitat".També es va adscriure al Club Català -posteriorment seu de Justícia i Pau, del carrer de Rivadeneyra de Barcelona.. En aquell moment va conèixer molts dels intel·lectuals del moment: Joan Sales i Vallès, Andreu Nin, George Orwell, Joan Reventós, Frederic Rahola, Cañellas-, segons explica ell, en els textos periodístics publicats.

## Guerra Civil i franquisme
En esclatar la revolta feixista, el 19 de juliol de 1936, va ser un dels que lluità pels carrers de Barcelona contra els militars, ja que formava part de l'escamot de militants d'Estat Català que es va apoderar del "Diario de Barcelona". Llavors el diari va ser confiscat pel govern de la Generalitat de Catalunya i ell hi va ser nomenat el redactor en cap i també col·laborà a Nosaltres Sols!. Va ser secretari de les Joventuts d'Estat Català que editaven la revista SOM!. Quan el Diari de Barcelona deixà d'editar-se per problemes econòmics fou enviat al front d'Aragó i després a València.
Durant la Guerra Civil, es va casar amb Dolors Serra i Ribas, amb qui va tenir una filla, Roser Cruells i Serra -a finals de 1938. Roser Cruells va ser una de les professores de l'Escola de biblioteconomia més reputades i una de les primeres professionals de documentació de l'àrea mèdica. També va encapçalar les excel·lents iniciatives de la Coordinadora de Documentació Biomèdica de Catalunya, així com de la descripció de les diverses vivències que es van repetir en moltes biblioteques de la salut espanyoles, com l'Index Medicus.
El 1938 marxà cap a França, tot separant-se així de la seva esposa, Maria Dolors Serra, i la seva filla Roser Cruells i Serra. Es va escapar del camp de concentració i s'instal·là a la residència de la Ciutat Universitària de Montpeller.
Posteriorment, va participar en la represa de la Revista de Catalunya -que va editar la Fundació Ramon Llull-, sota els auspicis de la Generalitat, a Paris.
Va ser un dels fundadors i dirigents més destacats del Front Nacional de Catalunya. Des de la fundació, fins que el detingueren fou membre del comitè executiu d'aquesta organització.
Va tornar clandestinament a Catalunya l'any 1940 amb la seva parella, Dolors Buron -amb documentació falsa a nom de Pedro de la Mola Cruz- i es convertí en el responsable d'Organització i Propaganda del FNC. El primer document que edità el Front clandestinament va ser "A la joventut catalana", que va ser redactat íntegrament per ell.
En aquella època va fer un viatge a Mallorca per obtenir informació que es passava als aliats, sobre els moviments dels vaixells alemanys que recalaven a l'illa. També va viatjar a Bilbao per connectar amb els sectors resistents bascos.
A la tornada, va ser empresonat per les autoritats franquistes. El van tenir quaranta-cinc dies als calabossos de la Jefatura de Policia de Via Laietana i d'allí va passar a la Presó Model, on hi romandria dos anys, del 1943 al 1945.
Durant aquesta estada, es va gestar el seu llibre Escrits a la presó de Barcelona (1944-1945) i va ser quan va conèixer la que seria la seva companya sentimental, Dolors Buron, ja que ella anava a portar menjar als presos polítics.
Durant la segona estada a la presó -anys 1944 i 1945-, va conèixer la que seria la segona companya, Maria Dolors Buron, militant de moviments llibertaris, independentistes i feministes, que sempre va donar suport i secundar la seva lluita independentista, per les llibertats democràtiques i sindicals. No es van poder-se casar perquè, tot i que ella tenia anul·lat el primer matrimoni, ell no. D'aquesta relació també va tenir una filla, Dolors Cruells Buron, que va néixer l'any 1955, actualment professora de filosofia en un institut.
Un dels tres escrits que conté aquest llibre és la novel·la Nou Prometeu que, finalment, es va publicar de manera separada l'any 1952, quan va tornar del segon exili a França del 1947 amb Maria Dolors Buron.
La novel·la conté una molt significativa citació a la primera pàgina de Saint Beuve, sic:
"...Paris ocupat pels alemanys? Penso en Polònia màrtir, Ungria, Romania, Checoslovàquia… I el mateix Berlín esclafat i esquinçat. I en els homes que no es resignen i esgarrapen desesperats en la carn humana, en les pedres i, fins i tot, a vegades, en els núvols. La meva profunda tristesa procedeix abans que tot de la gran absència de Déu..."
Un cop alliberat marxà clandestinament a França, acompanyat d'en Pallach, on restaria tres anys. Després retornaria, altre cop, a Catalunya en un viatge secret.
En Cruells va ser una de les persones que, quan un jerarca de la dictadura visitava Barcelona, era retingut mentre durava l'estada.
Va tornar a ser detingut l'any 1950, amb motiu dels papers llençats al Liceu durant la visita de l'esquadra americana, els quals denunciaven el suport que el seu Govern donava al franquisme. El 1951 el detingué el SIM (Servei d'Informació Militar) perquè era considerat el cap dels instigadors separatistes.
El període més important com a escriptor i intel·lectual compromès, doncs, s'inicia a la tornada a Catalunya el 1950, ja que es va dedicar publicar llibres de divulgació històrica, molts d'ells editats per Edicions d'Aportació Catalana de Joan Ballester i Canals, va col·laborar a l'emissora "Tele-Estel" i va fer articles per moltes revistes i diaris.
Finalment, cansat de la vida política catalana, va abandonar el FNC l'any 1970, quan es va produir l'escissió del PSAN -amb Blanca i Eva Serra, germanes de Josep de Calassanç Serra -pseudònim Cala- la parella del qual era M. Dolors Cruells Kiel (1953). El motiu va ser el desacord amb els plantejaments marxistes-leninistes -vinculats a Terra lliure i ETA- que el partit havia adoptat.
Durant la constitució de l'Assemblea de Catalunya el 1971, tot i no estar-hi implicat, la brigada politico-social el detingué al seu domicili. El 1972, fou empresonat sota l'acusació de ser l'ideòleg del FAC (Front d'Alliberament de Catalunya). Va ser processat el 1976 pel TOP (Tribunal d'Ordre Públic) sense cap prova, però se'l condemnà a quatre anys, dos mesos i un dia de presó. Per això, com estava en llibertat provisional, va passar de nou a la clandestinitat i es va refugiar a Perafort (el Tarragonès).

## Transició
Políticament, va intentar refer el Sindicat de Professions Liberals de la CNT el 1975 i es va presentar a les eleccions generals espanyoles de 1977 com a candidat al Congrés dels Diputats per les llistes d'Estat Català, ja que s'hi va mantenir pròxim fins al 1978. El 1980 ingressà definitivament a Esquerra Republicana de Catalunya i formà part del comité executiu des d'on va propugnar una unitat entre aquest partit i el Front Nacional de Catalunya i Estat Català. També va dirigir el periòdic La Humanitat i va figurar a les llistes de la candidatura per Barcelona a les eleccions al Parlament de Catalunya de 1984.
Va escriure a Serra d'Or, Tele/Estel, Canigó, Recvll, Avui, etc. La seva obra literària és molt extensa, tant en texts doctrinaris com, sobretot, en llibres sobre història, estudis literaris i de crònica o/i opinió de molts dels fets que li va tocar viure. A més a més de les obres de gènere: contes i novel·la.
En l'àmbit polític, va conèixer també a Víctor Albà que formava part dels leninistes del POUM, amb qui va viure primer la manca d'armes i de mitjans, i més tard el que ell va entendre com a xantatge i traïció per part d'Stalin, ja que utilitzava el Partit Comunista des de la Unió Soviètica.
La decepció del socialisme i la influència anarquista, sobretot pel que fa al rebuig a tota mena de poder i autoritat, encara que provingui de la classe obrera, es ressegueix a la seva novel·la Nou Prometeu.
Manuel Cruells, com altres activistes del moment com George Orwell, es va convertir en un anti-estalinista furibund, però sense abandonar mai la seva ideologia d'esquerres.
Va morir a la barriada d'Horta el dimarts, 10 de juliol de 1988.

## Obra
Com a escriptor:
Assaig
1. Literari
Per la continuïtat de la Renaixença (1963)
2. Històric-polític
- Catàleg de l'exposició de documents jurídics de l'Arxiu de Poblet (1936)
- El catalanisme és una revolució (1937)
- La Edad Media. El alma de once siglos de Historia (en castellà) (1963) Editorial Bruguera, SA.
- Els silencis de Catalunya (1966)
- Història de les idees polítiques (1967)
- Regionalisme en el món modern (1969)
- Els fets de maig: Barcelona 1937 (1970)
- El 6 d'Octubre a Catalunya (1971)
- L'expedició a Mallorca. Any 1936 (1971)
- Francesc Macià (1971)
- Salvador Seguí el "Noi del Sucre" (1974)
- De les Milícies a l'Exèrcit Popular de Catalunya (1974)
- El separatisme català durant la guerra civil (1975)
- La revolta del 1936 a Barcelona (1976)
- El primogènit Carles, Príncep de Viana (1977)
- La societat catalana durant la guerra civil (1978)

Conte polític
Escrits a la presó de Barcelona (1944-1945), Galba Edicions, Barcelona 1977 conté els dos contes Boira densa, Nits d'un condemnat a mort i la novel·la -editada sola l'any 1952- Nou Prometeu.
Novel·la
Nou Prometeu (1952), Editorial Barcelona
Nou Prometeu és una novel·la, escrita entre 1944 i 1945 en la presó model, durant la segona condemna que l'autor va patir, però no va ser publicada separadament fins a l'any 1952, per l'Editorial Barcelona, de forma clandestina. Va situar la història a Paris, perquè sabia que no passaria la censura del moment. La segona edició va ser de 1977 feta per l'Editorial Galba, en la qual intervení per a la coberta el molt reputat Juli Samsó, l'arabista nascut el 1942, que també fou fotògraf i gravador.
Aquesta novel·la és la tercera part del llibre del mateix autor Escrits a la presó de Barcelona (1944-1945), publicada l'any 1977 per Galba Edicions, Barcelona.
A la justificació explica el perquè va escriure la novel·la de ficció Nou Prometeu, tot i que podia haver escrit una mena de reportatge directe de tot el que passava a la Presó Model de Barcelona aquells anys, però diu que llavors se sentia jove i que tenia moltes reminiscències literàries pel seu incansable afany de lectura durant la Guerra Civil i el primer franquisme més repressor. Per això -explica- que calia lliurar-se a la conspiració contra els qui els havien derrotat -segons les seves pròpies paraules (pàgina 7).
Cruells continua contant que el dia 8 de gener de 1944, un grup nombrós de catalans -entre ells: Pere Carbonell i Fita i Francesc Espriu- va ingressar a la Presó Model, després d'haver estat quaranta-cinc dies als calabossos de la policia.
L'autor recorda que després dels vint dies de reclusió total, els vint dies de "període" -es deia llavors-, ja que aleshores eren obligats per a tots els presos, a causa de la gran epidèmia que s'havia produït aquells temps amb el cèlebre (sic. "piojo verde") poll verd, va poder assistir a la missa dominical, per primera vegada, que tots els presos havien de suportar. En començar i en acabar l'acte eren obligats a cantar l'himne dels vencedors amb el braç enlaire. Explica que ell no ho va fer, potser -diu- perquè li semblava que ningú no el veia entre tants i tants presos amuntegats com hi havia. Així, detalla que sigui com sigui, un funcionari, un cop acabat l'espectacle, el va cridar i com a càstig li va fer fregar, ell sol, durant una setmana, la quarta galeria, que els qui han estat a la Presó Model ja saben les immenses dimensions que té.
Aquest simple acte, més inconscient que no premeditat, va indicar una nova tònica i va crear un nou ambient entre els presos polítics, que llavors eren majoria, ja que -diu- pel que sigui, aquell càstig no era gaire rigorós en comparació als que encara s'acostumaven a donar fins llavors durant una infracció com la seva. Llavors, ell rememora que s'anava produint un canvi dintre la convivència carcerària.
Aquests canvis van coincidir amb les victòries aliades i es van començar a notar quan van entrar tots ells a la presó.
Així doncs, explica que a tot el seu grup el van incloure a la quarta galeria, on hi havia, a la planta, els condemnats a mort; al primer pis els atracadors, alguns dels quals eren més polítics que no simples elements de delicte comú -com se'ls deia habitualment- i al segon pis, fora d'unes cel·les apartades reservades als homosexuals (sic. "maricons"), hi havia els polítics considerats perillosos.
A tots plegats els tenien apartats totalment del ritme general de la presó i sense cap possible contacte amb els altres presos. L'autor diu que eren com uns empestats que no es podien comunicar amb ningú fora d'alguna excepció que es produïa més a base d'alguna trampa que no per facilitats de la part dels funcionaris. Escriu que allí, el polítics hi convivien. Eren uns pocs marxistes del Partit Obrer d'Unificació Marxista, alguns anarquistes de la CNT, alguns comunistes del PSUC i el grup més nombrós, els nacionalistes catalans, entre els quals estava ell.
Aleshores, Manuel Cruells detalla que era regla general per als polítics perillosos haver de tenir tota la nit el llum encès perquè els funcionaris poguessin observar si dormien o es dedicaven a serrar els barrots de la finestra. Tenien escorcolls gairebé per sorpresa a cada moment, vol dir que havien de suportar una contínua i impertinent vigilància. Aclareix que això almenys als primers temps, després, sense canviar en absolut els reglaments, aquesta vigilància va anar afluixant a mesura que els aliats assolien les seves victòries militars. D'altra banda, diu, els va fer possible suportar aquell rigorós reglament carcerari el fet que els encarregats de les funcions secundàries, les que no eren específicament controlades pels funcionaris, les feien presos polítics, alguns dels quals ja feia anys que eren a la presó.
Aquests van ser els qui, quan va començar a escriure, durant aquelles nits de llum obligatòriament encès, li guardaren els seus papers i fins i tot els pogueren treure de la presó i deixar-los a mans de familiars o amics.
Ell escrivia durant la nit, ja que era quan els seus companys de cel·la dormien. No ho hauria pogut fer durant el dia perquè la seva cel·la estava sempre, gràcies als encarregats de tancar-la i d'obrir-la, plena de companys que hi venien principalment a jugar grans partides d'escacs, ja que amb ell hi residia un bon campió que arribava a portar amb èxit cinc partides a cegues a la vegada. No cal dir que va arribar a sentir -diu- una gran al·lèrgia al joc d'escacs i als altres jocs més o menys similars. Cruells durant el dia llegia, prenia notes, dormia tant com podia i esperava. Al començament amb ben poc motius d'esperança, però amb el temps, quan la victòria aliada en aquella guerra mundial va semblar que s'anava definitivament assolint, amb una esperança més concreta. L'esperança que podrien, un dia, deixar aquelles parets plenes de xinxes i aquelles finestres altes i enreixades que no et deixaven veure cap horitzó. I podrien caminar pels seus carrers i places. Podrien somriure a la gent i assolir també, llavors a la presó tots tenien aquesta esperança, una plena de llibertat personal i col·lectiva.
Manuel Cruells creia (aleshores -en la perspectiva de 1977) que els homes que no han viscut aquells anys, tant els de Catalunya, com en els altres llocs d'Europa, poguessin tenir una idea del gran sofriment humà que es va haver de suportar i que voldria haver reflectit en les pàgines del Nou Prometeu que llavors escrivia. Tampoc -pensava- que no podien comprendre el clam que llavors sentien tan premiant de llibertat, de rebel·lia i, d'odi contra les tiranies. I és que llavors les tiranies eren absolutes i victorioses. El sofriment humà que imposaven era també absolut i tenia la mesquinesa que imprimeixen en els seus actes els dictadors vencedors. Era un sofriment físic i moral a la vegada. La mesquinesa del dictador vencedor es demostra -pensava Cruells- intentant humiliar, reduint-lo a la impotència, el qui ell creu vençut.
Referències Nou Prometeu:
Tot això ho explica també el polític Pere Carbonell i Fita (1916-2014) en el seu llibre
- Nadal en la presó Model (1944-1945) (2000) on narra que cada nit Manuel Cruells els llegia un tros de la novel·la Nou Prometeu a ell i a Francesc Espriu -parent de Salvador Espriu- amb qui tenia una relació estreta i ja havien fet el llibre Ariadna i el laberint grotesc. Salvador Espriu, l'obra de teatre i Francesc Espriu, els dibuixos que l'acompanyaven. Curiosament, el mateix any 1952, any de publicació de la novel·la de Cruells, Salvador Espriu va publicar el seu poema "Prometeu":
- "Prometeu" (1952) de Salvador Espriu (1913-1985)

"El somni de llibertat esdevé la cadena
que em lliga ja per sempre al meu cant dolorós
M’he compadit dels homes, de la freda tristesa
de l'estrany temps dels homes, endinsats en la mort
i els portava cristall i cremor de paraules
clarosos noms que diuen els vells llavis del foc
Àguila, vinguda del naixement del llamp,
d'on veus com és pensada la blancor de la neu,
cerca per a la llum la més secreta vida.
Obriràs amb el bec eternament camins
a la sang que ofereixo com a preu d'aquest do".
Com a traductor:
Del francès: Moliére
Al castellà: Sujeto de Lluís Maria Xirinachs
Com a periodista:
Al llarg de la seva carrera, va ser molt conegut pel seu treball com a periodista, especialment pels seus articles, que en va fer molts. I mereixen un estudi en gran profunditat, ja que la seva tasca en els diaris va ser ingent.
- Crònica periodística

En aquesta faceta, es poden adscriure els assajos divulgatius: El catalanisme és una revolució (1937), Història de les idees polítiques (1967), Regionalisme en el món modern (1969), Els fets de maig: Barcelona 1937 (1970), El 6 d'Octubre a Catalunya (1971), L'expedició a Mallorca. Any 1936 (1971), Francesc Macià (1971), Salvador Seguí el "Noi del Sucre" (1974), De les Milícies a l'exèrcit Popular de Catalunya (1974), El separatisme català durant la guerra civil (1975), La revolta del 1936 a Barcelona (1976).